# فرانكلين غور
فرانكلين غور (بالإنجليزية: Frank Gore) (و. 1983  م) هو لاعب كرة قدم أمريكية، من الولايات المتحدة، ولد في ميامي، يلعب كراكض للخلف ‏.

## التعليم
تعلم في Coral Gables Senior High School ‏.

## روابط خارجية
- فرانكلين غور على موقع بوكس ريك (الإنجليزية) (registration required)
- فرانكلين غور على موقع إي إس بي إن.كوم (أن.أف.أل)3
- فرانكلين غور على موقع مرجع كرة القدم المحترفة.كوم (الإنجليزية)